# Danilo Carvalho Barcelos
Danilo Carvalho Barcelos, genannt Danilo, (* 17. August 1991 in Coronel Fabriciano) ist ein brasilianischer Fußballspieler. Der Linksfüßer wird auf der linken Abwehrseite oder im linken Mittelfeld eingesetzt.

## Karriere
Danilo begann seine Laufbahn im Nachwuchsbereich vom Cruzeiro EC und dem EC Bahia. Bei beiden Klubs schaffte er den Sprung in den Profikader nicht. Seine Profilaufbahn begann 2010 er beim AA Francana aus Franca. Im Ligabetrieb kam er erst 2013 nach seinem Wechsel zum América Mineiro an. Mit diesem bestritt der Spieler sein erstes Spiel in der Série B am 26. Mai 2013. Im Spiel gegen Guaratinguetá Futebol spielte er von Beginn an bis zur 66. Minute, in welcher er nach seiner zweiten Verwarnung vom Platz gestellt wurde. Sein erstes Tor im Ligabetrieb erzielte Danilo am 6. Oktober 2013. In der 81. Minute erzielte er gegen den CA Bragantino das einzige Tor des Spiels.
Mit América startete Danilo das Jahr 2014 zunächst in die Staatsmeisterschaft von Minas Gerais. Noch im Februar des Jahres wurde er an Sport Recife ausgeliehen. Mit diesem gewann er in dem Jahr die Staatsmeisterschaft von Pernambuco und den Copa do Nordeste. Mit dem Wechsel war für den Spieler auch ein persönlicher Aufstieg verbunden, spielte er doch in der Saison in der Série A. Sein erstes Spiel in der obersten brasilianischen Liga bestritt Danilo am 27. April 2014 gegen den Chapecoense. In dem Spiel wurde er in der 64. Minute eingewechselt. Im Spiel gegen den Criciúma EC am 31. August 2014 erzielte Danilo in der 53. Minute, mit dem Treffer zum 2:0-Entstand, sein erstes Tor in der Liga. Mit Sport bestritt Danilo in dem Jahr auch sein erstes Spiel auf internationaler Klubebene. In der Copa Sudamericana 2014 traf er am 4. September auf den EC Vitória. Er blieb bei Sport bis zum Saisonende 2015.
Zum Saisonstart 2016 trat Danilo wieder für América an. Dieser hatte sich in der Série B 2015 als Tabellenvierte für die Campeonato Brasileiro Série A 2016 qualifiziert. Am Ende der Saison musste man als Tabellenletzter wieder in die Série B absteigen. Danilo konnte durch einen Wechsel zu Atlético Mineiro, bei welchem er einen Vertrag über drei Jahre erhielt, in der Série A weiterspielen. Er erhielt aber nur einen Einsatz am sechsten Spieltag und wurde dann an den Ligakonkurrenten AA Ponte Preta ausgeliehen. In die Saison 2018 startete Danilo zunächst wieder bei Atlético in der Campeonato Mineiro, wurde für die Meisterschaftsrunde 2018 aber wieder an Ponte Preta ausgeliehen.
Nachdem Danilo auch für die Saison 2019 keine Rolle in der Kaderplanung von Atlético gespielt hatte, wurde er wieder ausgeliehen. Er kam nach Rio de Janeiro zum CR Vasco da Gama. Hier trat er in der Staatsmeisterschaft von Rio de Janeiro (15 Spiele, zwei Tore), der Série A (21 Spiele, zwei Tore) und dem Copa do Brasil 2019 (sechs Spiele, kein Tor) an.
Im Januar 2020 wechselte Danilo zum Botafogo FR. Im August des Jahres verließ er Botafogo. Zu dem Zeitpunkt hatte er fünf Spiele in der Staatsmeisterschaft (kein Tor), vier Copa do Brasil 2020 (ein Tor) sowie drei in der Série A 2020. Nach dem sechsten Spieltag der Meisterschaft wechselte Danilo Ende August zum Fluminense FC. Der Vertrag erhielt eine Laufzeit bis Ende 2022. Im März 2022 wurde Danilo an den Goiás EC ausgeliehen.
Im Dezember 2022 gab der Ceará SC bekannt, den Spieler für die Saison 2023 verpflichtet zu haben. Der Vertrag enthielt eine automatische Verlängerungsklausel, im Falle des Zugangs zur Série A. Zunächst trat er mit Ceará in der Staatsmeisterschaft von Ceará an und gewann hier die Vizemeisterschaft (sieben Spiele, ein Tor). Am 3. Mai konnte Danilo mit dem Klub die Copa do Nordeste 2023 gegen Sport Recife gewinnen. In dem Turnier bestritt er acht torlose Spiele. In der Série B 2023 belegte der Klub dann den elften Platz (15 von 38 möglichen Spielen, kein Tor). Außerdem kam er zu einem Einsatz im Copa do Brasil 2023.
Zur Saison ging Danilo zu Grêmio Novorizontino. In der Série B 2024 verlor der Klub am letzten Spieltag durch eine 1:0-Niederlage gegen den Goiás EC seinen Aufstiegsplatz in die oberste Spielklasse des brasilianischen Fußballs.

## Erfolge
Sport
- Staatsmeisterschaft von Pernambuco: 2014
- Copa do Nordeste: 2014

América
- Staatsmeisterschaft von Minas Gerais: 2016

Atlético Mineiro
- Staatsmeisterschaft von Minas Gerais: 2017

Vasco da Gama
- Taça Guanabara: 2019

Fluminense
- Taça Guanabara: 2022

Ceará
- Copa do Nordeste: 2023